# Greyiaceae
Greyiaceae is een botanische naam, voor een familie van tweezaadlobbige planten. Een familie onder deze naam wordt met enige regelmaat erkend door systemen voor plantentaxonomie, maar niet door het APG II-systeem (2003): dit voegt deze planten in bij de familie Melianthaceae.
Het APG-systeem (1998) erkent de familie wel en plaatst deze in de orde Geraniales. In het Cronquist systeem (1981) is de plaatsing in de orde Rosales.
Indien erkend gaat het om een heel kleine familie van één soort, die voorkomt in Zuid-Afrika.